# Вюст, Ирен
Ирене Карлейн (Ире́н) Вюст (нидерл. Irene Karlijn (Ireen) Wüst; 1 апреля 1986 года, Гойрле, Северный Брабант) — нидерландская конькобежка, одна из наиболее титулованных спортсменок в истории этого вида спорта. Шестикратная олимпийская чемпионка, семикратная чемпионка мира в классическом многоборье, 15-кратная чемпионка мира на отдельных дистанциях, 5-кратная чемпионка Европы в классическом многоборье, чемпионка мира среди юниоров, 4-кратная чемпионка Нидерландов в классическом многоборье, 16-кратная чемпионка Нидерландов на отдельных дистанциях (рекорд среди женщин). Дважды (2006 и 2014) признавалась лучшей спортсменкой года в Нидерландах.
Единоличная рекордсменка среди всех конькобежцев по количеству олимпийских медалей за карьеру (13), а также рекордсменка среди всех женщин на зимних Играх по количеству медалей в личных дисциплинах (10). Делит с Лидией Скобликовой рекорд по количеству золотых наград среди конькобежцев (6). Рекордсменка среди всех спортсменов из Нидерландов по количеству медалей, а также золотых медалей Олимпийских игр.
12 марта 2022 года на катке «Тиалф» прошла церемония, посвящённая завершению спортивной карьеры Ирен Вюст и Свена Крамера, на мероприятии присутствовал король Нидерландов Виллем-Александр.

## Биография

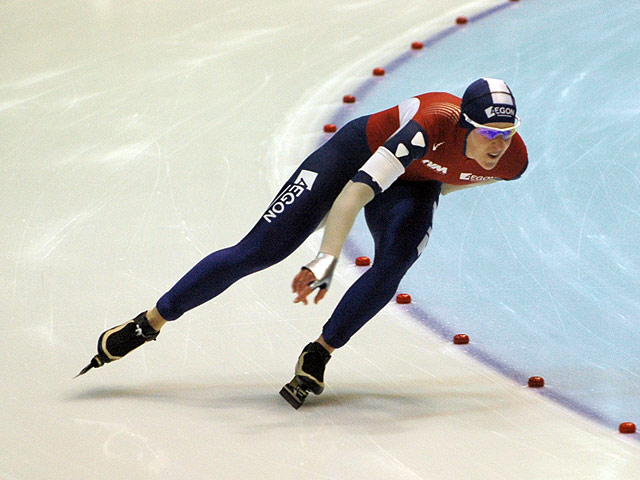
Вюст в 2007 году

Ирен Вюст впервые загорелась конькобежным спортом, последовав примеру своего отца, после того, как в 1997 году посмотрела соревнования своего отца. Она попросила родителей купить коньки и поехала с ними на ледовый каток в Тилбурге, где прошла тренинг у тренера Герта Аэртса. Ирен начала кататься в возрасте 11 лет на натуральном льду в Эйндховене. Также с 11 лет стала заниматься велоспортом. Уже через 2 года, в 2000 году она участвовала на первом чемпионате Нидерландов среди юниоров и сразу заняла 8-е место, но осталась недовольна, сказав тренеру молодёжной сборной Герту Аэртсу, что она из конькобежной семьи.
В 2002 году впервые попала на подиум юниорского чемпионата страны, заняв 3-е место в многоборье, а через год уже поднялась на 2-е место.
В 2004 году выиграла юниорские чемпионаты Нидерландов в комбинации спринта и в многоборье и дебютировала на чемпионате мира среди юниоров, где стала 2-й в многоборье, а в 2005 году стала чемпионкой мира среди юниоров и в многоборье и в командной гонке. 
В 2005 году она стала членом команды "TVM" под руководством тренера Герарда Кемкерса и дебютировала на чемпионате Европы в Херенвене, заняв 4-е место в многоборье и на чемпионате мира в Москве, где стала в многоборье 5-й. Ирен впервые выступила на этапе Кубка мира в Италии в дивизионе "В" и победила на дистанции 1500 м. 
В январе 2006 года она стала чемпионкой страны на дистанциях 1000, 1500 и 3000 м и впервые завоевала бронзовую медаль в многоборье на чемпионате Европы в Хамаре. В феврале Ирен впервые участвовала на зимних Олимпийских играх в Турине и сразу выиграла "золото" на дистанции 3000 м и "бронзу" на 1500 м, а также заняла 4-е место в забеге на 1000 м и 6-е в командной гонке преследования.
В 2007 году стала чемпионкой мира в классическом многоборье, серебряной призёркой чемпионата мира в спринтерском многоборье и чемпионата Европы в многоборье и чемпионкой мира на дистанциях 1000 и 1500 метров, а также серебряной призёркой в командной гонке. Через год стала впервые чемпионкой Европы в Коломне, заняла 2-е место на чемпионате мира в Берлине и победила в командной гонке на чемпионате мира на отдельных дистанциях в Нагано.
В 2009 году вновь была на подиумах мировых первенств с серебряными и бронзовыми медалями. На Олимпийских играх 2010 года в Ванкувере стала олимпийской чемпионкой на дистанции 1500 метров. В 2011, 2012, 2013 году становилась чемпионкой мира в классическом многоборье. На финале Кубка мира 2013 в Херенвене на дистанции 3000 метров установила неофициальный рекорд мира среди равнинных катков, выбежав из 4 минут — 3:58,68.
На чемпионате мира по отдельным дистанциям 2013 года участвовала на пяти дистанциях и на всех завоевала медали, три золота (1500, 3000 м и в командной гонке) и два серебра (1000 и 5000 м). 5000 метров на чемпионатах мира бежала впервые и стала второй, проиграв только Мартине Сабликовой.

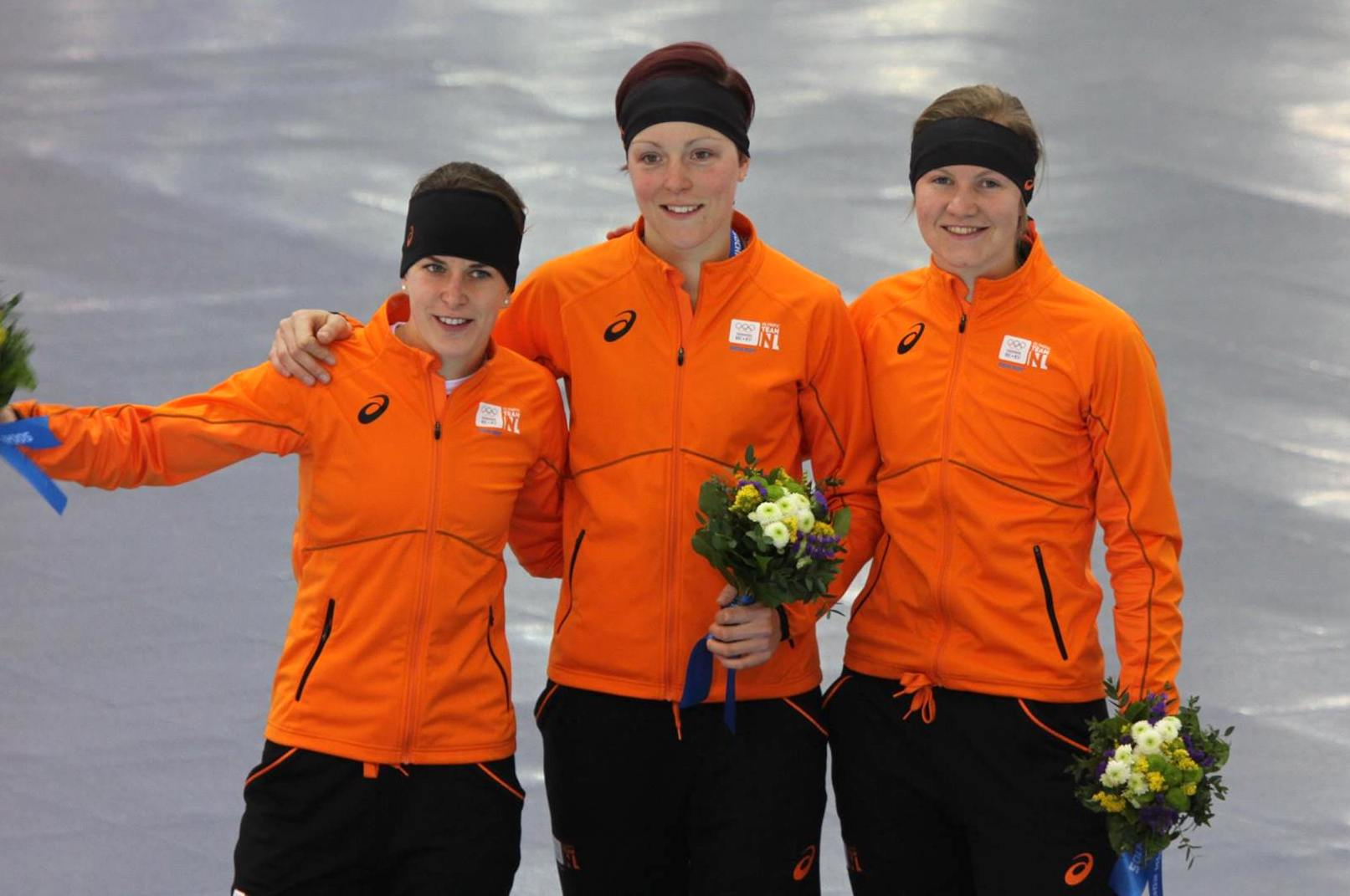
Вюст (в центре) на Олимпийских играх в Сочи

Зимние Олимпийские игры 2014 года в Сочи стали звёздным часом для Вюст. Она выступила на пяти дистанциях и выиграла пять медалей: золото на дистанции 3000 м и в командной гонке, а также три серебра на дистанциях 1000, 1500 и 5000 метров. Вюст выиграла наибольшее количество наград на Играх в Сочи среди всех спортсменов во всех видах спорта. Кроме того, Вюст повторила достижение 1980 года американца Эрика Хайдена, выигравшего пять медалей в конькобежном спорте на одних Олимпийских играх (Хайден тогда завоевал пять золотых медалей во всех пяти проводившихся дисциплинах).
В 2014 году стала чемпионкой мира в многоборье, выиграв три из четырёх дистанций. В 2015 году перешла в команду Марианны Тиммер и на чемпионате мира на отдельных дистанциях в Херенвене стала серебряной медалисткой на дистанциях 1500, 3000 м и в командной гонке преследования, а также в многоборье на чемпионате мира в Калгари.
Параллельно с конькобежным спортом Ирен участвовала в шоссейном велоспорте на чемпионате Нидерландов с 2016 по 2018 год. В 2016 году она вновь стала 2-й на чемпионате мира в Берлине и завоевала золотую медаль в командной гонке на чемпионате мира на отдельных дистанциях в Коломне и взяла серебряную медаль в забеге на 3000 м.
В возрасте 30 лет Ирен Вюст стала чемпионкой мира в 2017 году на чемпионате мира на отдельных дистанциях в Канныне, выиграв на дистанции 3000 м и в командной гонке, а также выиграла "золото в многоборье на чемпионате мира в Хамаре и на чемпионате Европы в Херенвене.
На своих 4-х Олимпийских играх 2018 года в Пхёнчхане Вюст завоевала три награды: золото на дистанции 1500 метров, и два серебра на дистанции 3000 метров (всего 0,08 сек проигрыша Карлейн Ахтеректе) и в командной гонке. Вюст стала второй женщиной в истории (после Каори Итё) и первой представительницей зимних видов спорта, выигравшей золото в личных дисциплинах на 4 Олимпиадах подряд. Она была знаменосцем Нидерландов на церемонии закрытия зимних Олимпийских игр 2018 года. 
В январе 2019 года умерла её лучшая подруга Паулин ван Дётеком и это стал психологически самый тяжелый сезон в её карьере. На чемпионате мира на отдельных дистанциях в Инцелле Ирен завоевала золотую медаль в беге на 1500 м и серебряную в командной гонке. С 2020 года она выступала за команду "Team Reggeborgh" под руководством Герарда ван Велде. В январе на чемпионате Европы на отдельных дистанциях в Херенвене Вюст выиграла дистанцию 1500 м и в командной гонке, а также стала 2-й в командном спринте.
На чемпионате мира на отдельных дистанциях в Солт-Лейк-Сити вновь победила в беге на 1500 м и стала 2-й в командной гонке, после выиграла многоборье на чемпионате мира в Хамаре. Через год выиграла с партнёршами командную гонку на чемпионате мира в Херенвене
На зимних Олимпийских играх 2022 года в Пекине Ирен на дистанции 1500 метров завоевала шестую золотую олимпийскую медаль, опередив ближайшую соперницу Михо Такаги на 0,44 секунды. Также она стала бронзовым призёром в командной гонке в составе сборной Нидерландов (в полуфинале нидерландки уступили команде Канады, а в забеге за третье место опередили сборную ОКР). Вюст довела общее количество своих олимпийских наград до 13, за всю историю зимних Игр только норвежская лыжница Марит Бьёрген завоевала больше (15), также 13 наград на счету норвежского биатлониста Уле-Эйнара Бьёрндалена. В своей 20-й и последней олимпийской гонке на дистанции 1000 м она финишировала только 6-й.
В марте 2022 года, в возрасте 36 лет Ирен официально завершила карьеру конькобежца и летом была назначена на пост главного наставника академии талантов "TalentNED".

## Спортивные достижения
| Год  | Чемпионат Нидерландов на отдельных дистанциях | Чемпионат Нидерландов в спринтерском многоборье | Чемпионат Нидерландов многоборье | Чемпионат Европы    | ЧМ многоборье       | ЧМ Спринт           | ЧМ на отдельных дистанциях                          | Олимпийские игры                                    | Кубок мира                                                        | ЧМ среди юниоров              |
| ---- | --------------------------------------------- | ----------------------------------------------- | -------------------------------- | ------------------- | ------------------- | ------------------- | --------------------------------------------------- | --------------------------------------------------- | ----------------------------------------------------------------- | ----------------------------- |
| 2004 | 9e 500 м 9e 1500 м                            |                                                 |                                  |                     |                     |                     |                                                     |                                                     |                                                                   | · (11e, , ) · командная гонка |
| 2005 | 5e 1000 м 4e 1500 м                           |                                                 | · (, 5e, , 5e)                   | 4e · (7e, , , 6e)   | 5e · (5e, 4e, , 6e) |                     |                                                     | 28e 1500 м                                          | · (, ) · командная гонка                                          |                               |
| 2006 | 1000 м · 1500 м · 3000 м                      |                                                 |                                  | · (5e, 4e, , 4e)    | 4e · (5e, 7e, , 7e) |                     |                                                     | 4e 1000 м · 1500 м · 3000 м · 6e командная гонка    | 7e 1000 м · 1500 м · 25e 3000/5000 м                              |                               |
| 2007 | 4e 500 м · 1000 м · 1500 м · 3000 м           |                                                 | · (, )                           | · (, , 6e)          | · (, )              | · (14e, , 10e, )    | 1000 м · 1500 м · 5e 3000 м · командная гонка       |                                                     | 29e 500 м · 6e 1000 м · 1500 м · 6e 3000/5000 м · командная гонка |                               |
| 2008 | 8e 500 м · 1000 м · 1500 м · 4e 3000 м        | · (5e, , 4e, )                                  | · (, , 4e, )                     | · (4e, , )          | · (, 4e, , 4e)      | 6e · (19e, , 19e, ) | 9e 1000 м · 7e 1500 м · командная гонка             | 42e 500 м · 1000 м · 1500 м · 7e 3000/5000 м        |                                                                   |                               |
| 2009 | 10e 500 м · 6e 1000 м · 1500 м · DQ 3000 м    | DNS3 (13e, 7e, DNS, -)                          | · (, )                           | 6e (6e, 7e, 4e, 5e) | · (, 7e, , 8e)      |                     | 1500 м · командная гонка                            | 36e 1000 м · 6e 1500 м · командная гонка            |                                                                   |                               |
| 2010 | 6e 500 м · 5e 1000 м · 1500 м · 3000 м        |                                                 |                                  | · (4e, , , 5e)      | · (6e, , , 7e)      |                     |                                                     | 8e 1000 м · 1500 м · 7e 3000 м · 6e командная гонка | 53e 500 м 19e 1000 м 6e 1500 м 9e 3000/5000 м 5e командная гонка  |                               |
| 2011 | ns2 500 м · 5e 1000 м · 1500 м · 3000 м       | 4e · (5e, , 8e, )                               |                                  | · (6e, , )          | · (, )              | 7e · (13e, , 16e, ) | 1000 м · 1500 м · 3000 м · командная гонка          |                                                     | 5e 1000 м · 1500 м · 9e 3000/5000 м · командная гонка             |                               |
| 2012 | 1000 м · 1500 м · 3000 м                      | 5e · (8e, , 9e, )                               |                                  | · (, 5e, 6e, )      | · (, )              |                     | 5e 1000 м · 1500 м · 3000 м · командная гонка       | 5e 1000 м · 1500 м · 8e 3000/5000 м · Общий зачёт   |                                                                   |                               |
| 2013 | 6e 1000 м · 1500 м · 3000 м                   | 5e · (10e, , 11e, )                             | · (, )                           | · (4e, , )          | · (, )              |                     | 1000 м · 1500 м · 3000 м · 5000 м · командная гонка | 12e 1000 м · 1500 м · 6e 3000/5000 м · Общий зачёт  |                                                                   |                               |
| 2014 | 1000 м · 1500 м · 3000 м                      | DQ · (8e, , 7e, DQ)                             |                                  | · (, )              | · (, )              |                     |                                                     | 1000 м · 1500 м · 3000 м · 5000 м · командная гонка | 6e 1000 м · 1500 м · 6e 3000/5000 м · Общий зачёт                 |                               |
| 2015 | 1000 м · 1500 м · 3000 м                      | DNS3 · (13e, , DNS, -)                          | · (, )                           | · (, )              | · (, )              |                     | 4e 1000 м · 1500 м · 3000 м · командная гонка       |                                                     | 6e 1000 м · 4e 1500 м · 3000/5000 м · 4e Общий зачёт              |                               |
| 2016 | 1000 м · 1500 м · 3000 м                      |                                                 |                                  | · (, , 4e)          | · (4е, , )          |                     | 3000 м · командная гонка                            |                                                     |                                                                   |                               |
| 2017 |                                               |                                                 |                                  | · (, )              |                     |                     |                                                     |                                                     |                                                                   |                               |
| 2018 |                                               |                                                 |                                  |                     |                     |                     |                                                     | 1500 м                                              |                                                                   |                               |

- дистанции (500 м, 3000 м, 1500 м, 5000 м)

## Личная жизнь
Вюст открыто заявила о том, что бисексуальна. Состояла в гомосексуальных отношениях со спортсменкой Санне ван Керкхоф, выступающей в шорт-треке. С марта 2013 года встречалась с парнем. В марте 2017 года сыграла свадьбу с 24-летней Летицией де Йонг.
В 2009 году её именем назван ледовый каток в Тилбурге.
В 2022 году на её родине, в городе Гойрле была открыта её статуя и в том же году в её честь был назван корнер на стадионе «Тиалф арена» в Херенвене. Ей нравится катание на лыжах, парусный спорт, посещение ресторанов.